# ريمنغتون ستيل
ريمنجتون ستيل هو مسلسل تلفزيوني أمريكي من أخراج روبرت بتلر ومايكل غليسون. وبطولة ستيفاني زيمباليست وبيرس بروسنان، ومن إنتاج شركة MTM Enterprises، وتم عرضه شبكة ان بي سي لمدة خمس مواسم للفترة من عام 1982 حتى 1987. وهو سلسلة مخلوطة الأنواع من الكوميديا الرومانسية والدراما، والبحث الجنائي. ويعد مسلسل ريمنجتون ستيل تقطة انطلاق المسيرة المهنية للفنان بيرس بروسنان.
تدور احداث المسلسل حول لورا هولت، المحقق الخاص المرخص والذي تلعب دورها ستيفاني زيمباليست، تقوم بفتح وكالة تحقيق تحمل اسمها الخاص ولكنها تجد أن العملاء المحتملين يرفضون توظيف امرأة للعمل في التحقيق بقضاياهم. لحل المشكلة تقوم لورا هولت باختراع شخصية وهمية تحمل أسم «ريمنجتون ستيل». وتختار (بيرس بروسنان) من بين مجموعة من الرجال المتقدمين للوظيفة، ويتبين بعد ذلك بأنه لص ومحتال سابق ويظل اسمه الحقيقي مجهول (الذي ا يتم كشف عنه حتى نهاية المسلسل)، حيث يعمل برخصة مزورة بهوية ريمنجتون ستيل. فيعمل الاثنان معا ويقومان بالكشف عن الكثير من الجرائم، ولكن بنفس الوقت يحدث صراع على السلطة من وراء الكواليس، بين لورا وستيل، في حين يقع الاثنان في علاقة عاطفية متقطعة.

## فريق العمل
- ستيفاني زيمبالست: لورا هولت
- بيرس بروسنان: ريمنجتون ستيل
- دوريس روبرتس: ميلدريد كريبس (من الموسم 3، وبعض حلقات الموسسم 2)
- جانيت ديماي: برنيس فوكس (الموسم 1)
- جيمس ريد: ميرفي مايكلز (الموسم 1)
- جاك سكاليا: توني روسيلي (الموسم 5)

بعض الشخصيات التي ظهرت في المسلسل:
- كاساندرا هاريس دور فيليسيا، وهي احدة من الضحايا القديمة لستيل (3 حلقات). ودور آنا، وهي امرأة غامضة من ماضي ستيل (حلقة واحدة). (الممثلة كاساندرا هاريس هي الزوجة الراحلة للفنان بيرس بروسنان)
- أفرام زيمباليست الابن: دانيال تشالمرز، رجل مخادع وساحر الذي كان الأب البديل ومعلمه لستيل، الذي يتبين فيما بعد أنه الأب البيولوجي لستيل في النهاية، والذي رفض الكشف عن هويته الحقيقية. ويتوفى في الحلقة الأخيرة من الجزء الثاني. (الفنان أفرام زيمبالست هو والد الفنانة ستيفاني زيمبالست)
- بيفرلي جارلاند: كما الوصيفة هولت، والدة لورا.
- غاري فرانك: المحقق جيمس جارفيس، وهو من شرطة المباحث قليلي الكفاءة الذي كان في كثير من الأحيان يتهم الشخصيات الرئيسية وعملائهم في بعض الجرائم.
- مايكل كونستنتين: جورج إدوارد الجرثومة، رجل الأعمال باحث فقط عن الشهرة والثروة.
- جيمس تولكان: نورمان كييس، محقق التأمين كان عازماً على إثبات ان ستيل شخصية محالة. توفي في الموسم 5.
- بليك كلارك السائق فريد.

ضيوف المسلسل من النجوم:
- لوي أندرسون، حلقة «تفريخ ستيل»، الموسم 4
- توم بيكر حلقة «مطاردة ستيل» الموسم 2.
- ثوم براي، حلقة «توقيع، شدت وسلمت» الموسم 1
- دلتا بورك، حلقة «مذبح ستيل»، الموسم 2
- دانيال ديفيس، حلقة «الذواق ستيل»، الموسم 3
- جينا ديفيس، حلقة «ستيل في رقائق»، الموسم 3
- سارة دوغلاس، حلقة «ستيل شنق هناك»، الموسم 5
- وايتي فورد وميكي مانتل، حلقة «ستيل القاعدة الثانية»، الموسم 3
- كونراد جانيس، حلقة «أقوى من ستيل»، الموسم 3
- جيفري جونز، حلقة «ستيل بأي سعر»، الموسم 2
- جين كازماريك، حلقة «مذبح ستيل»، الموسم 2
- دوروثي لامور، حلقة «القاء ستيل»، الموسم 3
- جون لاروكيتي، حلقة «تنفس ستيل»، الموسم 3
- روز ماري، حلقة «ستيل في دائرة الضوء»، الموسم 4
- ادولفو مارتينيز، حلقة «ستيل يطير عالياً»، الموسم 2
- فرجينيا مايو، حلقة «يلقي من ستيل»، الموسم 3
- بيفرلي ماكينزي، حلقة «خمر ستيل»، الموسم 1
- لويد نولان، حلقة «القاء ستيل»، الموسم 3
- آني بوتس، حلقة «ستيل مجنون بعد كل هذه السنوات»، الموسم 1
- بول ريزر، حلقة «ليلة سعيدة ستيل»، الموسم 1
- بيتر سكولاري، حلقة «ستيل يجري في المياه العميقة»، الموسم 1
- جين سمارت، حلقة «ستيل في رقائق»، الموسم 3
- شارون ستون، «ستيل مجنون بعد كل هذه السنوات»، الموسم 1
- باري فان دايك، «ستيل مربوط»، الموسم 1

## حلقات المسلسل
| الموسم | عدد الحلقات | بداية العرض     | انتهاء العرض   |
| ------ | ----------- | --------------- | -------------- |
| الأول  | 22          | 1 أكتوبر، 1982  | 12 أبريل، 1983 |
| الثاني | 22          | 20 سبتمبر، 1983 | 22 مايو، 1984  |
| الثالث | 22          | 25 سبتمبر، 1984 | 14 مايو، 1985  |
| الرابع | 22          | 25 سبتمبر، 1985 | 10 مايو، 1986  |
| الخامس | 6           | 5 يناير، 1987   | 17 أبريل، 1987 |

## وصلات خارجية
- ريمنغتون ستيل على موقع IMDb (الإنجليزية)
- ريمنغتون ستيل على موقع ميتاكريتيك (الإنجليزية)
- ريمنغتون ستيل على موقع الموسوعة البريطانية (الإنجليزية)
- ريمنغتون ستيل على موقع روتن توميتوز (الإنجليزية)
- ريمنغتون ستيل على موقع أول موفي (الإنجليزية)
- ريمنغتون ستيل على موقع فيلمافينيتي (الإسبانية)
- ريمنغتون ستيل على موقع كينوبويسك (الروسية)
- ريمنغتون ستيل على موقع ألو سيني (الفرنسية)
- ريمنغتون ستيل على موقع قاعدة بيانات الفيلم (الإنجليزية)
- Remington Steele Shrine
- Remington Steele Fan Page
- Remington Steele episode transcripts
- Pierce Brosnan website
- Stephanie Zimbalist website